# Campionati europei di nuoto in vasca corta 2011 - Staffetta 4x50 metri stile libero maschile
La Staffetta 4x50 metri stile libero maschili degli europei di Stettino 2011 si è svolta l'11 dicembre  2011. Le batterie di qualificazione si sono disputate nella mattina e la finale nel pomeriggio.

## Medaglie
| Posizione | Nazione | Atleti                                                                              |
| --------- | ------- | ----------------------------------------------------------------------------------- |
| Oro       | Italia  | Luca Dotto Marco Orsi Federico Bocchia Andrea Rolla Lucio Spadaro*                  |
| Argento   | Russia  | Sergey Fesikov Evgeny Lagunov Andrey Grechin Nikita Konovalov Alexander Sukhorukov* |
| Bronzo    | Belgio  | François Heersbrandt Emmanuel Vanluchene Louis Croenen Jasper Aerents               |

## Qualifiche
| Pos. | Nazione                                                                                                 | Tempo                           | Batteria | Corsia | Note |
| ---- | --- | ------------------------------- | -------- | ------ | ---- |
| 1    | Italia Marco Orsi Federico Bocchia Andrea Rolla Lucio Spadaro                                           | 1'24”95 21”22 21”27 21”18 21”28 | 2        | 2      | Q    |
| 2    | Belgio François Heersbrandt Emmanuel Vanluchene Louis Croenen Jasper Aerents                            | 1'26”67 21”75 21”78 22”04 21”10 | 2        | 3      | Q    |
| 3    | Russia Andrey Grechin Nikita Kovovalov Alexander Sukhorukov Sergey Fesikov                              | 1'27”08 22”05 21”37 22”36 21”30 | 2        | 6      | Q    |
| 4    | Rep. Ceca Petr Bartunek Martin Verner Michal Rubacek Tomas Plevko                                       | 1'27”88 22”61 21”78 21”82 21”67 | 1        | 2      | Q    |
| 5    | Svizzera Flori Lang Dominik Meichtry Erik Van Dooren Duncan Jacot-Descombes                             | 1'28”05 21”82 22”22 22”08 21”93 | 1        | 6      | Q    |
| 6    | Gran Bretagna Adam Brown Jak Scott Christopher Wlkaer-Hebborn Antony James                              | 1'28”21 21”70 22”76 22”08 21”67 | 1        | 3      | Q    |
| 7    | Germania Steffen Deibler Stefan Herbst Tom Siara Markus Deible                                          | 1'28”55 22”53 22”07 21”94 22”01 | 2        | 5      | Q    |
| 8    | Portogallo Tiago Andre Venancio Alexandre Escudier Agostinho Diogo Filipe Carvalho Duarte Rafael Mourao | 1'28”66 22”36 21”50 22”24 22”56 | 2        | 4      | Q    |
| 9    | Israele Alon Mandel Yahav Shahaff Almog Olshtein Yakov Yan Toumarkin                                    | 1'29”10 22”29 22”07 22”51 22”23 | 2        | 1      | Q    |
| 10   | Svezia Oscar Ekström Jakob Dorch Gustav Åberg Lejdström Lars Frölander                                  | 1'29”99 22”83 22”38 23”00 21”78 | 1        | 7      | Q    |
| 11   | Norvegia Aleksander Hetland Gard Kvale Sverre Næss Ole Martin Ree                                       | 1'30”45 22”51 22”48 22”53 22”93 | 2        | 7      |      |
| 12   | Bulgaria Dimitar Dechev Mihail Kachaunov Dinko Geshev Aleksandăr Nikolov                                | 1'30”88 22”79 23”16 22”33 22”60 | 1        | 5      |      |
| 13   | Lituania Tadas Duskinas Edvinas Apcinkovas Matas Andriekus Simonas Bilis                                | 1'31”03 22”99 22”31 23”34 22”39 | 1        | 4      |      |

## Finale
| Pos. | Nazione                                                                                                 | Tempo                           | Corsia |
| ---- | --- | ------------------------------- | ------ |
| 1    | Italia Luca Dotto Marco Orsi Federico Bocchia Andrea Rolla                                              | 1'24”82 21”55 20”57 21”28 21”42 | 4      |
| 2    | Russia Sergey Fesikov Evgeny Lagunov Andrey Grechin Nikita Konovalov                                    | 1'25”11 21”21 21”14 21”26 21”50 | 3      |
| 3    | Belgio François Heersbrandt Emmanuel Vanluchene Louis Croenen Jasper Aerents                            | 1'25”83 21”58 21”55 22”10 20”60 | 5      |
| 4    | Germania Markus Deibler Stefan Herbst Tom Siara Steffen Deibler                                         | 1'26”55 22”19 21”51 21”67 21”18 | 1      |
| 5    | Rep. Ceca Petr Bartunek Martin Verner Michal Rubacek Tomas Plevko                                       | 1'27”03 22”66 21”53 21”72 21”12 | 6      |
| 6    | Svizzera Flori Lang Dominik Meichtry Erik Van Dooren Duncan Jacot-Descombes                             | 1'27”20 21”99 21”95 21”58 21”68 | 2      |
| 7    | Gran Bretagna Adam Brown Jak Scott Christopher Walker-Hebborn Antony James                              | 1'28”28 21”61 22”75 22”18 21”74 | 7      |
| 8    | Svezia Oscar Ekström Jakob Dorch Gustav Åberg Lejdströ Lars Frölander                                   | 1'28”89 22”69 22”44 22”40 21”36 | 9      |
| 9    | Portogallo Alexandre Escudier Agostinho Tiago Andre Venancio Diogo Filipe Carvalho Duarte Rafael Mourao | 1'29”08 22”29 21”91 22”24 22”64 | 8      |
| 10   | Israele Almog Olshtein Yahav Shahaff Yakov Yan Toumarkin Alon Mandel                                    | 1'29”48 22”71 22”56 22”23 21”98 | 0      |